# Bugulina aquilirostris
Bugulina aquilirostris is een mosdiertjessoort uit de familie van de Bugulidae. De wetenschappelijke naam van de soort is, als Bugula aquilirostris, voor het eerst geldig gepubliceerd in 1960 door Ryland.